# خانه نعمت‌زاده
خانه نعمت‌زاده (وتدی) مربوط به دوره قاجار است و در تبریز، خیابان مقصودیه، بن‌بست نعمت‌زاده، پلاک ۴۲ واقع شده و این اثر در تاریخ ۱۱ مهر ۱۳۸۳ با شمارهٔ ثبت ۱۱۱۷۰ به‌عنوان یکی از آثار ملی ایران به ثبت رسیده است.